# 康師傅

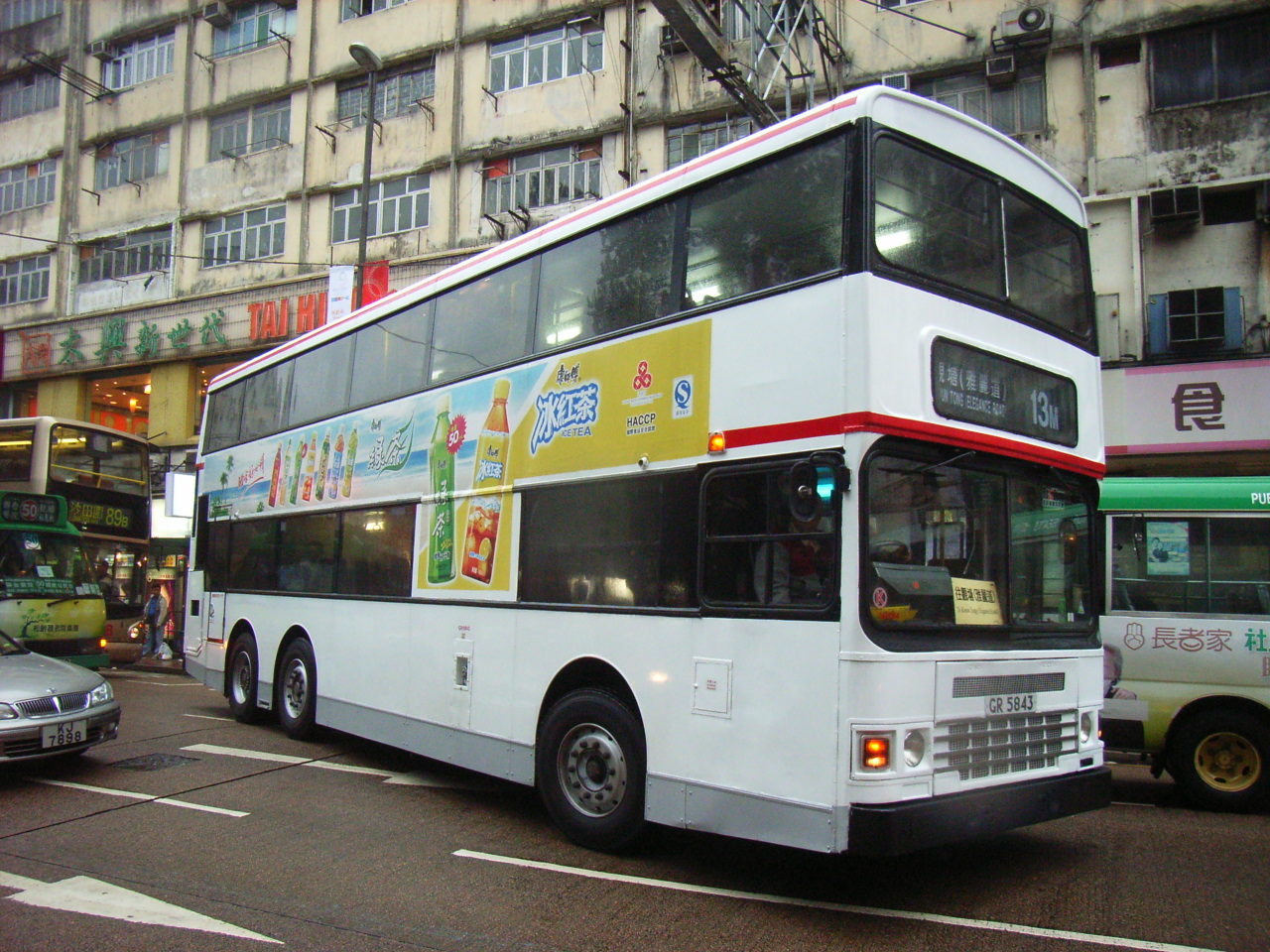
広告

康師傅控股有限公司（こうしふ-こうこ-ゆうげんこうし、カンシーフー、SEHK: 322、TWSE: 910322）は、台湾彰化県が発祥、香港証券取引所に上場する食品メーカーの一つである。主な業務はインスタントラーメン、飲料、菓子類などの食品の中国における生産。

## 概要
本部は、中華人民共和国天津市浜海新区の天津経済技術開発区（略称: TEDA、泰達）に置かれている。中国における最大の台湾企業であり、同時に台湾の主要な食品会社である。
大手食品メーカー「味全」などを傘下に置く台湾の企業グループ・頂新国際集団と日本のサンヨー食品が共同筆頭株主である。
頂新グループは1958年に台湾彰化県永靖郷に魏和德が創設した製油会社「鼎新製油工廠」を発祥とし、1974年に「頂新製油公司」となった。頂新グループは中国の改革開放後、中国に本格投資を開始する。1992年に天津市に作られた天津開発区に投資して「天津頂益国際食品有限公司」を創設し中国大陸に本格進出し、康師傅ブランドのインスタント食品などを製造した。後に天津頂益国際食品有限公司は社名を康師傅に改めた。1999年に頂新グループと日本のサンヨー食品との提携が成立し、サンヨー食品も康師傅の33%以上の株式を保有している。2008年には伊藤忠商事の投資も受け入れている。
日本による尖閣諸島の国有化を巡る中国での反日運動の際には、日本企業との提携が多いことから反発を買い、売り上げを落とした。
中国はインスタントラーメンの世界需要のうち約半分を消費する国と言われているが、その中国で、康師傅は金額ベースでインスタントラーメン市場シェア約5割を占めている。
また、飲料部門もシェアが高く、企業別ではコカ・コーラに次いで2位につけている。
同社の強さの秘訣は、「台湾と日本のハイブリッドであること」だと魏応州董事長は言う。アサヒビールを初めとする日本企業との提携により、中国人の好みを熟知し、コミュニケーションを取ることが容易な台湾の良さと、生産・品質管理に長けた日本の良さをうまく融合させることにより成長力を生み出している。
2004年の純利益は 286,429,000 米ドル、一株当たり当期純利益は2ドル以上である。2008年6月、フォーブス（Forbes）は、頂新グループ会長の魏応州一族の純資産価値を26.5億ドルと公表し、それはその年の台湾の第8位であった。2013年の台湾富豪番付では、3位になった。

## 台湾康師傅の解散
台湾康師傅は、2014年に発生した頂新國際廃油ラード不正事件の影響を受けたため、台湾でのインスタント麺の製造販売を停止し、2015年には実質的には運営されていなかったが、2017年1月1日に会社の解散を決定したと報じられた。

## 資産
- 康師傅飲品有限公司50%

## 商品
- 鮮の毎日C（鮮之每日C）: ジュース。オレンジ、赤ブドウ、白ブドウがある。
- 泡椒牛肉麺、紅焼牛肉麺、香辣牛肉麺など、インスタントヌードル。

## 外食
- 「康師傅牛肉麺」という麺を中心としたファーストフード店を持つ。

## スポーツ
天津市のTEDAに本拠を置くサッカークラブ・天津泰達足球倶楽部のスポンサーとなっている。同チームは現在、天津康師傅と名乗っている。